# Rathaus (Flensburg)

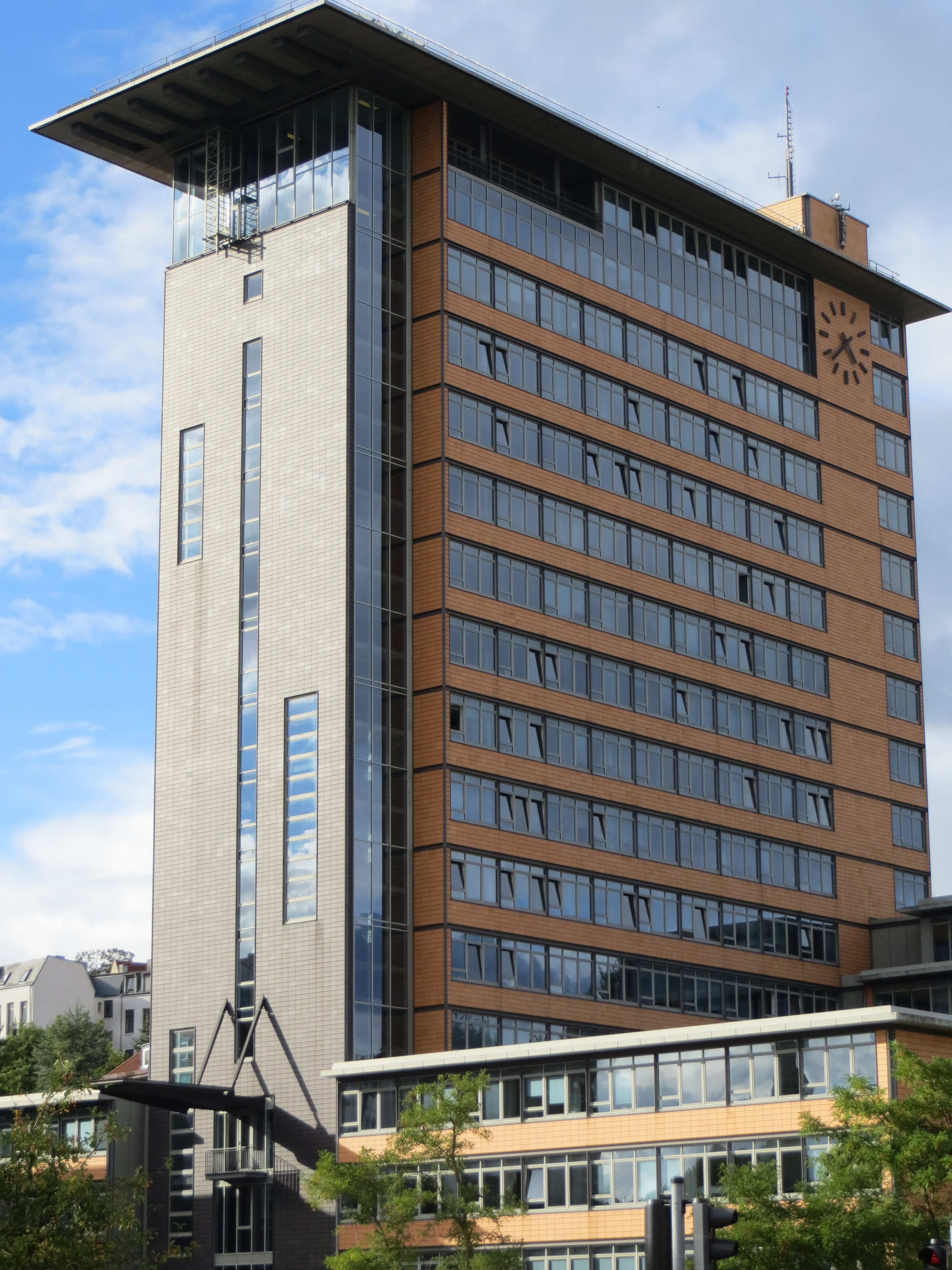
Flensburgs Rathaus (2013), Südostseite

Das Rathaus in Flensburg, das vom Architekten Carl-Friedrich Fischer entworfen wurde, ist Sitz der Ratsversammlung sowie des Oberbürgermeisters von Flensburg und beherbergt zudem große Teile der Stadtverwaltung wie auch das Stadtarchiv. Darüber hinaus werden seit dem 1. Januar 2008 aufgrund einer Verwaltungsgemeinschaft auch die Verwaltungsgeschäfte von Glücksburg mitgeführt.
Das Rathaus liegt am Rande der Flensburger Innenstadt an einem der Hauptverkehrswege der Stadt.

## Geschichte

### Vorgänger
Der erste Vorgänger des heutigen Rathauses war der Flensburger Thingplatz, auf welchem im Jahre 1445 Flensburgs Altes Rathaus errichtet wurde, das bis zum Jahr 1882 seinem Zweck diente, dann aber abgebrochen wurde. Danach nutzte die Stadt den erworbenem Regierungshof am Holm Nr. 7 nahe dem alten Thingplatz als provisorisches Rathaus, denn man wollte ein neues, viel größeres Rathaus bauen. Zudem wurden Teile der Verwaltung über die ganze Stadt verteilt, da die Räumlichkeiten des Regierungshofs schon nach einiger Zeit nicht mehr ausreichten.

### Planung und Bau des neuen Rathauses

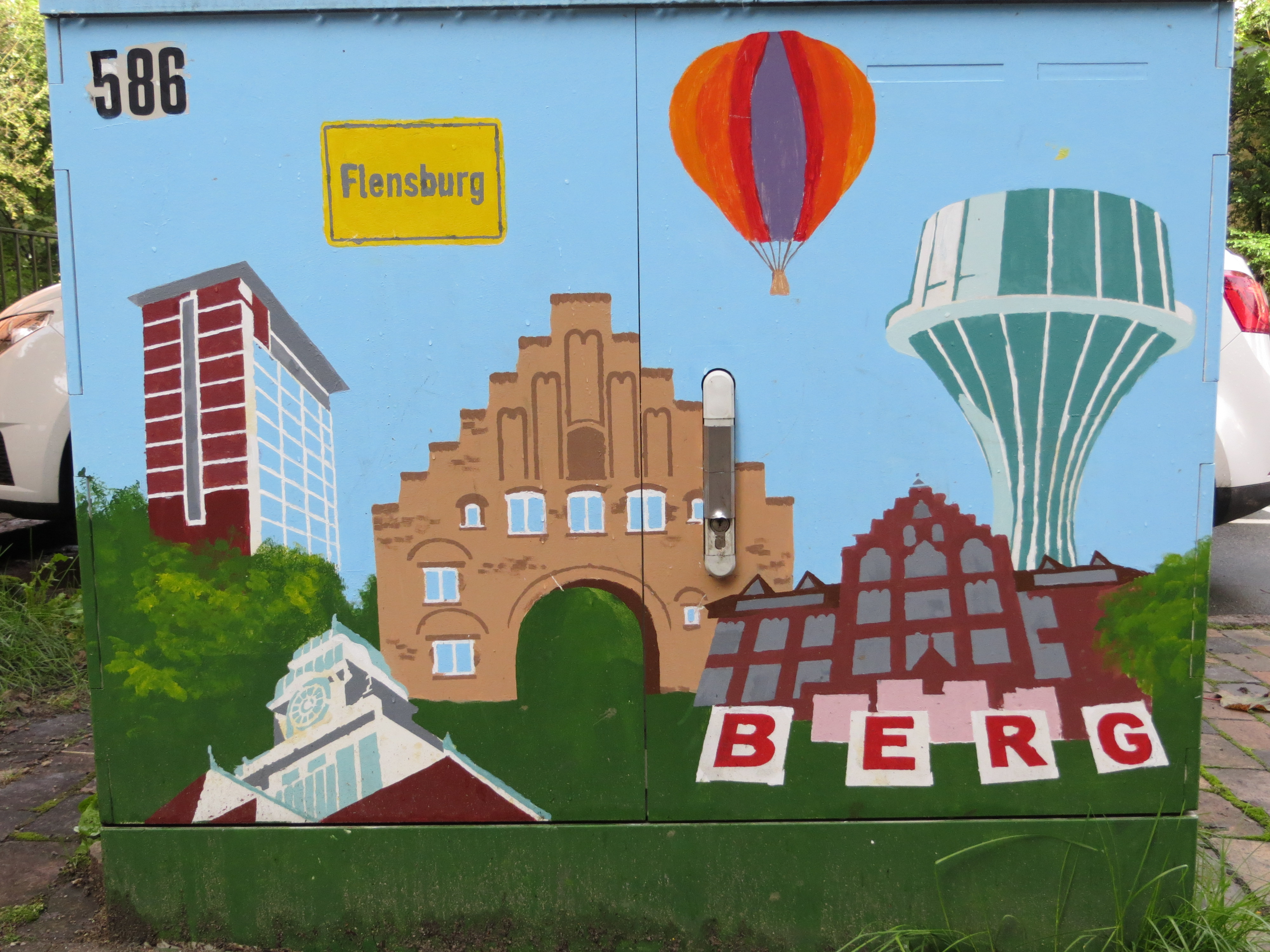
Bemalter Stromkasten beim Nordergraben, mit Wahrzeichen und prägende Bauten Flensburgs; unter anderem mit dem modernen Rathaus (Foto 2013)

Zu Beginn der 1960er Jahre konkretisierten sich die Pläne zum Neubau eines Rathauses. Im März 1960 bot der Kaufhauskonzern Hertie der Stadt drei Millionen DM für den Regierungshof, um dort ein Kaufhaus zu errichten. Gleichzeitig veranschlagte man für den Neubau des Rathauses fünf Millionen DM. Die Ratsversammlung beschloss den Bau des neuen Rathauses. Durch den Bau sollte die gesamte Verwaltung wieder an einem Ort konzentriert werden. Als Bauplatz wählte die Stadt ein großes Grundstück bei der Straße Am Pferdewasser nahe dem Deutschen Haus und am Rande der Innenstadt, von wo zudem die Exe und der Südermarkt ebenfalls nicht sonderlich weit entfernt waren. Auf dem besagten Areal standen zuvor Gebäude eines Baustoffhandels. Weitere Gebietsflächen waren wohl zum Teil unbebaut, wirkliche Altbauten oder prächtige Gebäude standen in dem Gebiet also offenbar nicht.

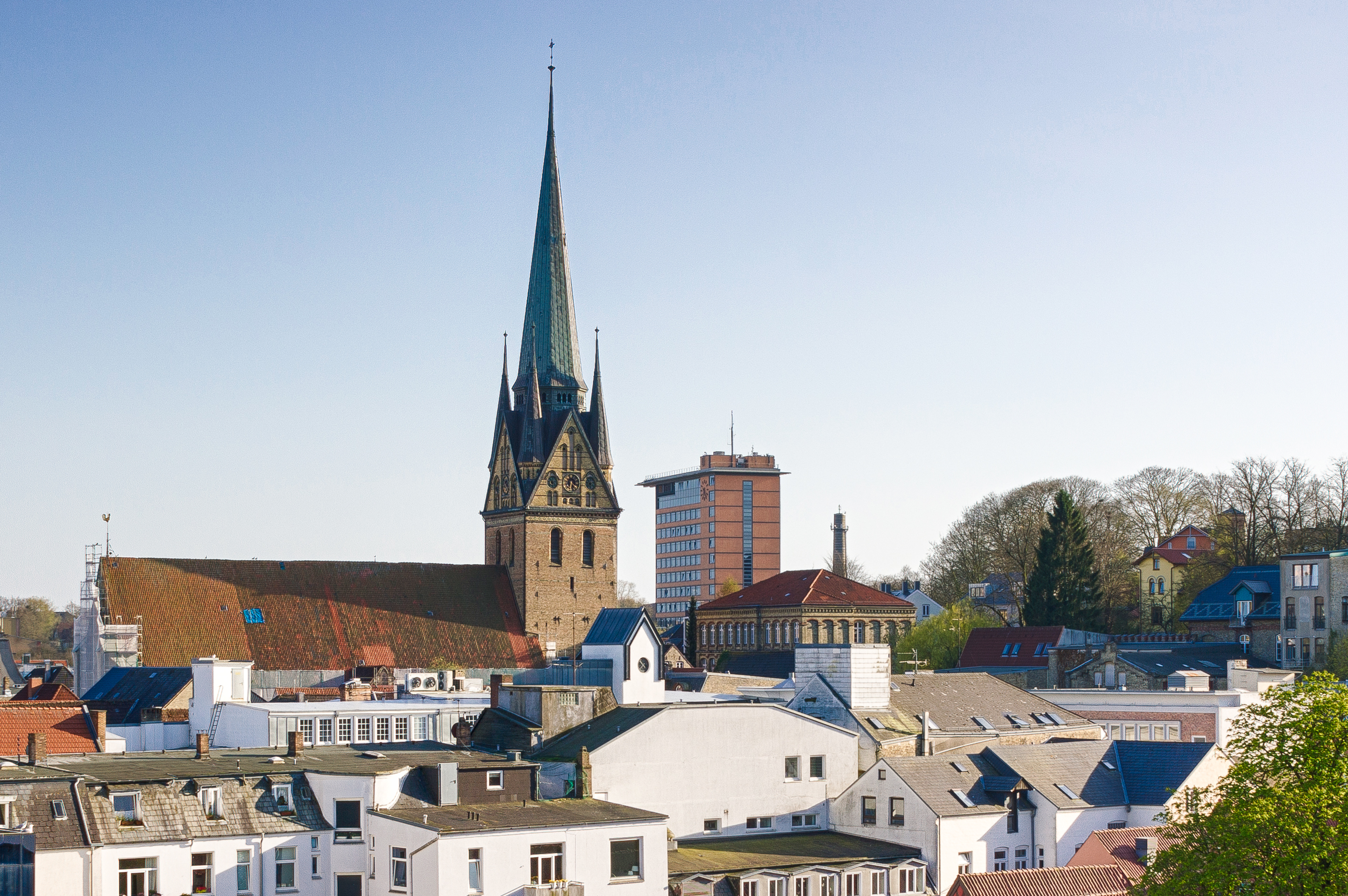
Das Flensburg Rathaus – im Vordergrund die St.-Nikolai-Kirche

Im Gegensatz zum „provisorischen Rathaus“ sollte das neue Rathaus repräsentativer ausfallen und ein neues Wahrzeichen der Stadt werden. Der Rat entschied sich für den Entwurf des Architekten Carl-Friedrich Fischer, der auch das Gebäude des Kraftfahrt-Bundesamtes im Stadtteil Mürwik entwarf. Schon am 3. August 1961 wurde der erste Pfahl des neuen Rathauses in den Baugrund gerammt. Am 18. November folgte die Grundsteinlegung. Am 21. Mai 1964 war der Umzug abgeschlossen. Der an den Kaufhauskonzern verkaufte Gebäudekomplex des provisorischen Rathauses wurde noch im selben Jahr abgerissen. Am 10. April 1965 wurde das neue Rathaus seiner offiziellen Bestimmung übergeben.
Der so entstandene Hochbau mit siebzehn Stockwerken war als Kontrast zu den älteren historischen Bauten entworfen worden, wobei er aber auch an einer Hauptstraße am Neumarkt liegt, wo schon von daher ein modernes Stadtbild vermittelt wird. Das den Bau prägende Hochhaus besitzt zwölf Stockwerke. Dazu gesellt sich ein vierstöckiger Sockelbau und ein fünfstöckiger Nordflügel, womit man 17 Stockwerke zählt. Die Außenwände des modernen Stahlbetonbaus wurden mit Platten aus norwegischen Quarzit verkleidet. Auf der Südseite wurde ein großes, weithin sichtbares Flensburg-Wappen angebracht. Das Rathaus erhielt in den 1990er Jahren die Adresse Rathausplatz 1. Der Platz grenzt an die Rote Straße, wo einst das Rote Tor die Stadtgrenze markierte.
In der Festschrift zur Eröffnung des Rathauses schrieb der Architekt zu weiteren Plänen: „Noch fehlt der festliche Vorplatz auf der Südseite, von dem aus über einem verdeckten Parkhaus das Gebäude seinen Haupteingang haben soll“. Dies ist jedoch bis heute nicht geglückt; auch nach dem Umbau verfügt das Rathaus über keinen wirklich repräsentativen Eingang. In den 1960er Jahren nahm man in Flensburg häufig wenig Rücksicht auf die gewachsenen Stadtstrukturen. Man plante gewaltige Umgestaltungen ohne Rücksicht auf das historische Stadtbild. Architekt Fischer erklärte in der genannten Festschrift zur Eröffnung des Rathauses: ”Eines nach dem anderen der zum Deutschen Haus hin vorgelagerten alten Gebäude verfällt dem Schaufelbagger. Der Bau spricht heute schon ein gewichtiges Wort in diesem neuen Forum der Stadt, das den vollen Akkord erst anschlägt, wenn auch der festliche Rathausvorplatz mit seinen geplanten Garagengeschossen erstellt ist, der dem Gebäude seine endgültige Ausrichtung und Verkehrsorientierung zum Neumarkt und Berliner Platz gibt. Erst durch die Einbeziehung und Schaffung von Grün und die Zuordnung geeigneter Gebäude für ein lebendiges kulturelles und wirtschaftliches Leben wird das neue Rathaus städtebaulich ganz in das Stadtbild Flensburgs einwachsen”.
Tatsächlich wurden einige Teile der alten Bebauung am angrenzenden Neumarkt vom Ende des 19. Jahrhunderts abgebrochen. Um 1970 wurde der Bereich Neumarkt der Kreuzung der Bundesstraßen 199 und 200 zu Gunsten des Straßenverkehrs massiv umgestaltet. Darüber hinaus wurde östlich, etwas entfernt vom neuen Rathaus, eine große Zahl von Altstadtbauten der Roten Straße, sowie der Töpferstraße abgerissen. Die Töpferstraße wurde dabei sogar vollständig aufgehoben. Auch der benachbarte Klostergang verlor weite Teile seiner Bebauung. Selbst der Abriss des historischen Hospitals wurde erwogen. Nach der Umgestaltung dehnte sich eine unbebaute Fläche östlich vom Rathaus bis zur südlichen Roten Straße aus, die zuvor nach Osten verschoben wurde und damit etwas begradigt wurde. Diese Fläche wurde als großer Parkplatz genutzt und erhielt später den Namen Rathausplatz, doch ein geschlossenes Bild zur angrenzenden Bebauung wurde nicht erreicht. Abgesehen von einem Hotel zwischen Rathaus und Roter Straße, an der Nordseite des Platzes, entstanden auf der westlichen Seite der Roten Straße in diesem Bereich zunächst keine weiteren Bauten. Einen weiteren Kontrast zu der dort befindlichen Altbebauung bildete das bald darauf entstandene Parkhaus zwischen Roter Straße und Klostergang. Neben dem Hospital auf der östlichen Seite der Roten Straße entstand die bescheidene Grünanlage Platz der Gärtner. Als in den 1970er Jahren allmählich ein Umdenken in Bezug auf die Bedeutung des historischen Stadtbildes einsetzte, wurde das Rathaus zunehmend als Symbol für den unsensiblen Umgang mit dem schönen alten Stadtbild gewertet.

### Atombunker des Rathauses in der Tiefgarage
Ende 1968 war eine neue Tiefgarage für das Rathaus errichtet worden, die während des Kalten Krieges auch als atombombensicherer Bunker dienen sollte. Die Mehrzweckanlage hat eine Deckenstärke von zwei bis drei Metern und sollte damit eine Bodenexplosion einer 80-Kilotonnen-Atomwaffe aushalten. Ebenfalls aushalten sollte er einen Chemiewaffeneinsatz. Im Ernstfall wären die Autos mit einem rollbaren Wagenheber entfernt worden und es wären Betten aufgestellt worden. Der Bunker hätte so 2000 Menschen Raum geboten, die abwechselnd hätten schlafen können. Die angelegten Vorräte sollten zwei Wochen reichen. Die Anlage wurde offenbar schrittweise stillgelegt. Der Bunkerwart räumte wohl 1996 seinen Arbeitsplatz. Bis 2012 wurden zwei Dieselmotoren weiterhin, zum sofortigen Einsatz, vorgewärmt. Da aber der 150 Meter tiefe Brunnen nicht mehr richtig funktionierte, wurde damals offenbar beschlossen, den Bunker gänzlich aufzugeben.

### Sanierung des Rathauses und Umgestaltung des Umfeldes
Anfang der 1990er Jahre war die Betonfassade des Rathaus-Gebäudes in einem schlechten Zustand. Schon kurz nach der Eröffnung des Rathauses hatte der Landesrechnungshof Schleswig-Holstein kritisiert, dass beim Bau anerkannte Regeln der Technik, insbesondere bauphysikalische Grundregeln … mißachtet worden seien. Die Gutachter hatten vorausgesagt, dass ein zunehmender Verfall der Stahlprofile, an denen die Betonelemente der Fassade angebracht waren, nicht verhindert werden konnte. Genau dies geschah, und ab 1991 mussten Fanggitter um das Gebäude herum angebracht werden, da sich immer mehr Betonbrocken aus der Fassade lösten und zu Boden stürzten. Doch auch viele andere Mängel, etwa bei der Strom- und Wasserversorgung, zwangen nach nur 30 Jahren die Verantwortlichen zum Handeln. Auch der Abriss des ungeliebten Hochhauses wurde ernsthaft erwogen. Doch entschied man sich aus Kostengründen für eine umfassende Sanierung mit einer völligen Neukonstruktion der Fassade, da Abriss, Neuplanung und Neubau noch teurer geworden wären und sich die Substanz des Gebäudes im Kern als standfest erwiesen hatte. Dennoch verschlang die Renovierung des Flensburger Rathauses nicht weniger als 51 Mio. Mark – der Neubau hatte seinerzeit 23 Mio. Mark gekostet. Die Fassade wurde hierbei zu einem großen Teil mit orangefarbenen Flächenziegeln verschalt. Auch das große Stadtwappen verschwand dabei von der Fassade.

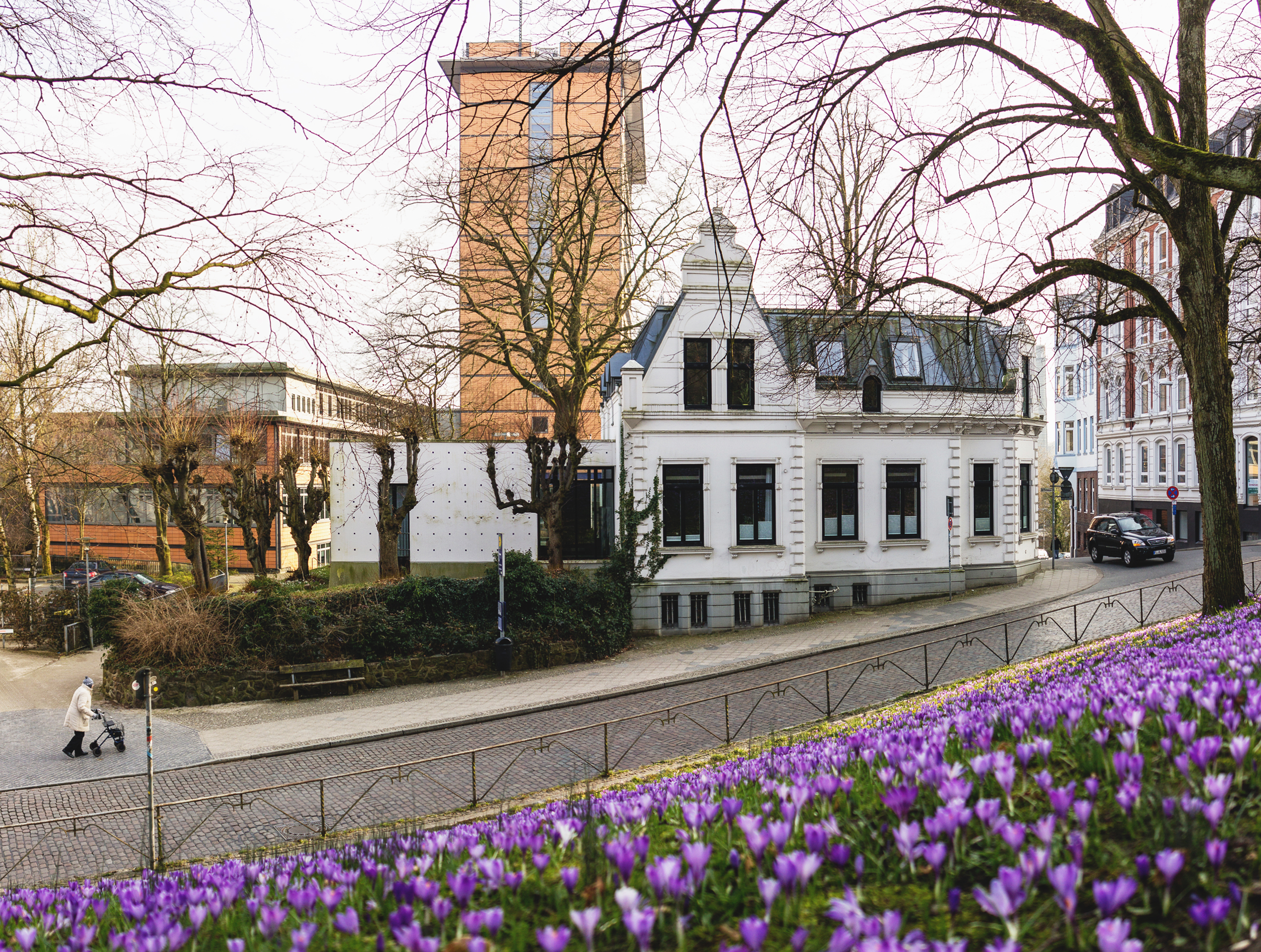
Nordseite des Rathauses, im Vordergrund der Lutherpark, die Friesische Straße und das Standesamt Flensburg (März 2015)

Im Zuge der Renovierung wurde Wert auf eine bürgernähere Gestaltung gelegt. So wurde das bisherige, nur über eine lange schmale Treppe erreichbare Einwohnermeldeamt zum Bürgerbüro umgestaltet und auch mit dem Fahrstuhl erreichbar gemacht. Andere Nachteile wie die wenig ansprechenden Eingänge, die hoch im 13. Stock gelegene Verwaltung des Oberbürgermeisters und die unattraktive, fensterlos im Erdgeschoss unter dem Ratssaal gelegene Bürgerhalle blieben bestehen. Auch blieben mehrere Ämter aus Platzgründen außenvor. Allerdings hatte die technische Verwaltung schon Jahre zuvor ihren Platz in der ehemaligen Schule Am Pferdewasser direkt gegenüber ihr Domizil gefunden. Das Standesamt zog in die benachbarte, zuvor leerstehende und abrissgefährdete Villa Besenbruch an der Friesischen Straße und erhielt dort repräsentativere Räume als zuvor.
Seit den 1990er Jahren sind in der Nachbarschaft des Rathauses einige Neubauten entstanden. Die bestehenden Grünflächen und Parkplätze wurden zum Teil mit neuen Gebäuden überbaut. Zunächst entstand zu Beginn der 1990er Jahre das Dienstleistungszentrum am Rathaus südwestlich des Rathauses. 2005–2008 folgten Erweiterungsbauten für das Spital zum Heiligen Geist (Pflegeheim), denen der Platz der Gärtner geopfert wurde, und der Neubau der Sydbank an der Ecke Rote Straße-Neumarkt. Die Gebäude stehen jedoch in keiner wirklichen städtebaulichen Beziehung zum nahen Rathaus, und der dazwischen liegende Rathausplatz zeigt sich nach wie vor als amorphe städtebauliche Anlage mit einem Parkplatz ohne gestalterische Elemente. Auch die im Südteil abgeräumte Rote Straße erhielt ihren historischen Verlauf zurück. Eine Nashorn-Skulptur, welche eine Zeit lang präsent über dem Südeingang stand, wurde 2011 nach Sünderup auf den dortigen Sünderuphof gebracht.

### Das neue Rathaus heutzutage

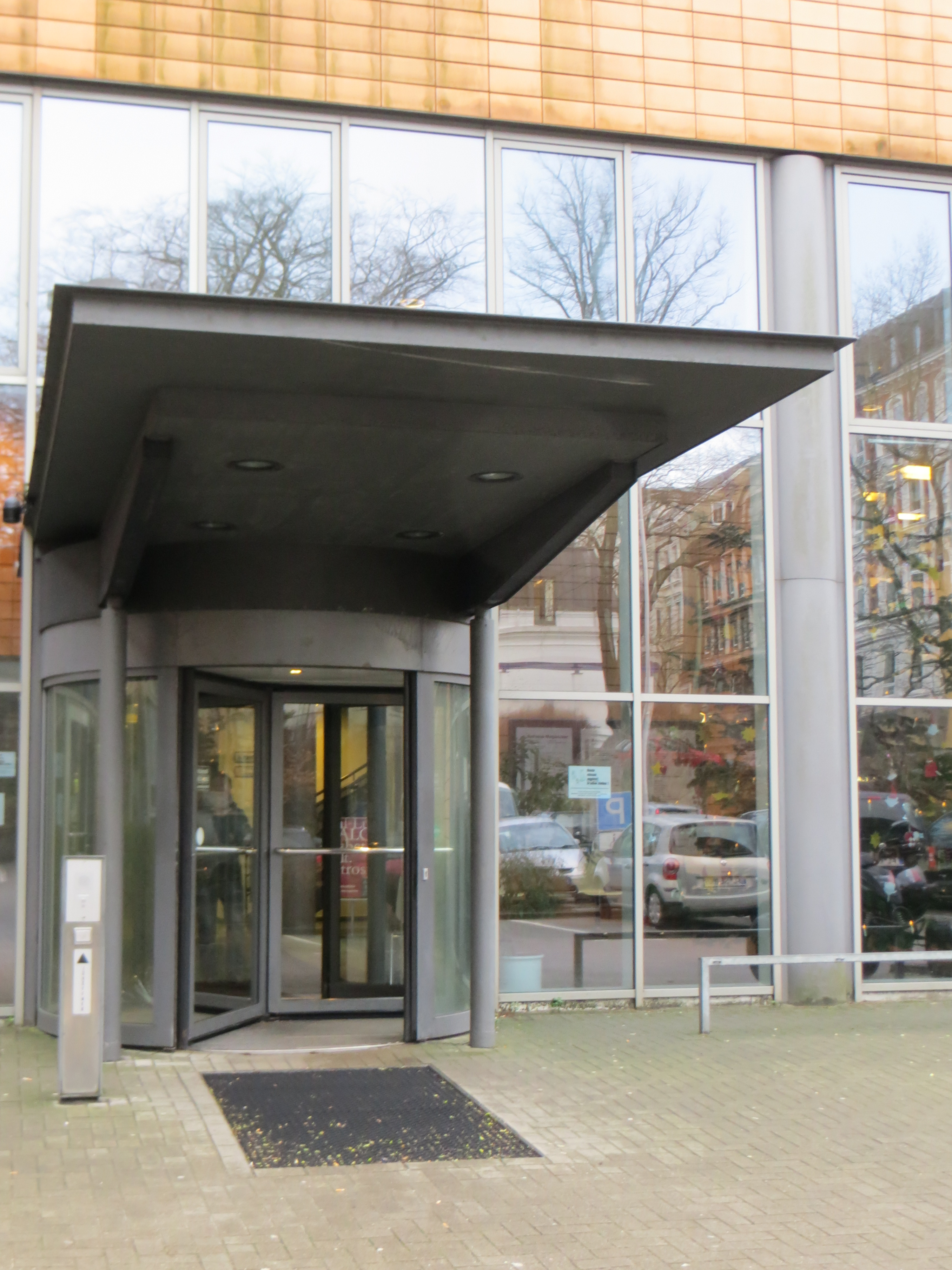
Haupteingang des Rathauses vom Pferdewasser aus (2013)

Im Jahr 2014 wurden Pläne eines Hotel-Gebäudes bekannt. Es soll aus zwei mit dem Rathaus konkurrierenden Türmen bestehen und den Rathausplatz zum Neumarkt hin abschließen. Am Projekt ist der Investor Gerd Theilen beteiligt, der auch am umstrittenen Klarschiff-Bau, der 2012 am Flensburger Hafen entstanden war, beteiligt war und dem der Alte Meierhof in Meierwik gehört.

### Die Verwaltungsgliederung des heutigen Rathauses
Das Rathaus beherbergt heute unter anderem folgende Abteilungen, Bereiche und Ämter:
- Adoptionen/Pflegekinder
- Amtsvormundschaft
- Ausländerangelegenheiten
- Bildungs- und Sportbüro
- Bürgerbüro
- Büro der Behindertenbeauftragten
- Büro für Grundsatzangelegenheiten
- Frauenbüro
- Fundbüro
- Grund-, Gewerbe und Hundesteuer
- Kindertagesbetreuung
- Ordnungs- und Gewerbeverwaltung
- Rechnungsamt
- Schiedsbüro
- Schulamt
- Schuldner- und Insolvenzberatung
- Stadtarchiv
- Unterhaltsvorschusskasse
- Verkehrsüberwachung
- Wirtschaftliche Sozialhilfe

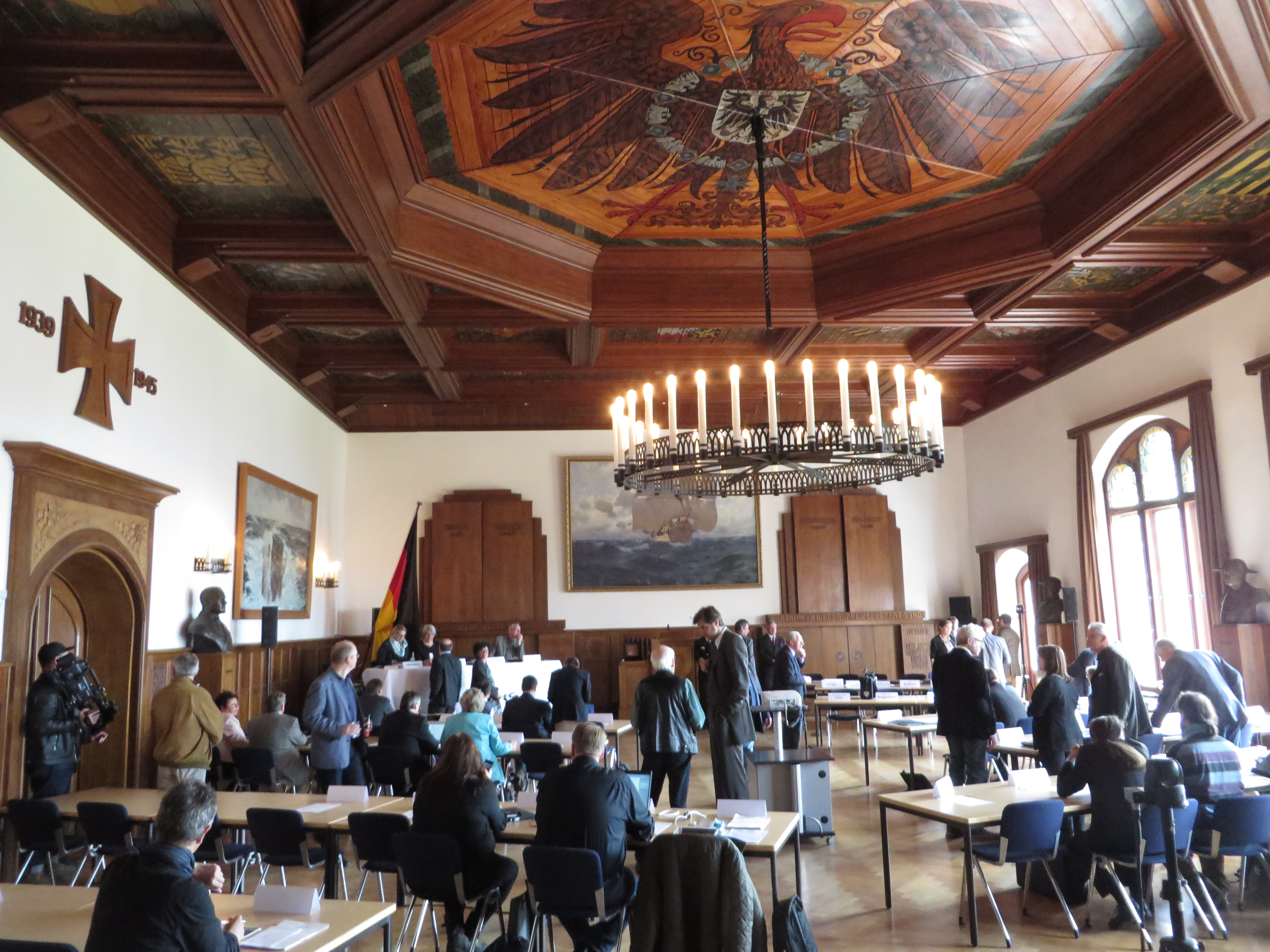
Die Ratsversammlung des Flensburger Rathauses findet einmal im Jahr im Roten Schloss in Mürwik statt. (Foto 2015)

Mittlerweile mussten einige Teile der Verwaltung jedoch aus Platzgründen in benachbarte Gebäude umziehen:
- Das Standesamt befindet sich in der Besenbruchvilla an der Ecke Friesische Straße/Am Pferdewasser
- Das Technische Rathaus (ein Gebäude der früheren Fachschule) mit der Adresse Am Pferdewasser 14 beherbergt die Bereiche Baugenehmigung und Bauordnung sowie Umwelt und Planen (d. h. im Einzelnen: Stadt- und Landschaftsplanung, Natur- und Umweltschutz, Bauordnung und Denkmalschutz, Stadtentwicklung und Umweltplanung)

Weitere Außenstellen sind:
- die Berufsfeuerwehr Flensburgs mit der Adresse Munketoft Nr. 16 im Stadtteil Südstadt
- das Gesundheitsamt in der Norderstraße 58–60 im Gertrudenviertel
- das Jobcenter in der Waldstraße Nr. 2 im Stadtbezirk Duburg

Der Stadtpräsident und der zweite Bürgermeister haben ihre Büros im Hauptgeschoss des Rathauses. Der Oberbürgermeister und auch der Bürgermeister hatten dort zeitweise ebenfalls ihre Büros, residieren aber seit 2012 wieder im obersten, dem 13. Stockwerk, wo die Mitarbeiter seit jeher ihre Büros haben. Ratssaal, Sitzungsräume und Fraktionsgeschäftszimmer befinden sich ebenfalls im weiter unten liegenden Hauptgeschoss. Im darunter liegenden Erdgeschoss befinden sich weitere Fraktionsgeschäftszimmer sowie die Bürgerhalle und der Europa-Raum, ein Tagungsraum. Der Neujahrsempfang der Stadt findet im nahegelegenen Deutschen Haus statt.